# 김세준 정려각
김세준 정려각은 대한민국 충청남도 천안시 서북구에 있다. 1995년 5월 10일 천안시의 향토문화유산 제3호로 지정되었다.

## 개요
효자 김세준을 기리기 위한 정려이다.